# ブルーノ・エベルトン・クアドロス
ブルーノ・エベルトン・クアドロス（Bruno Everton Quadros、1977年2月3日 - ）は、ブラジルリオデジャネイロ州リオデジャネイロ出身の元プロサッカー選手。元監督。サッカー指導者。現役時代のポジションはディフェンダー（センターバック）、ミッドフィールダー（ボランチ）。キリスト教徒。
現役時代は長髪だった。日本語に堪能である。

## 経歴
7歳の頃にフットサルを始めた。
その後サッカーに本格的に取り組むようになる。
1997年、CRフラメンゴでプロデビューし、エスタジオ・ド・マラカナンでのプレーという目標を叶えた。当時のポジションはボランチ。

### セレッソ大阪
2005年にJリーグ・セレッソ大阪に加入。Jリーグでのプレー経験がある代理人のジルマールや、親交のあったジーコから日本のサッカーやC大阪について詳しい情報を得ていたこともあって、早々にチームにフィット。3バックの中央に入って 守備陣を統率し、巧みなカバーリングで活躍。チームはリーグ戦で19節から無敗で首位に立ち、5位のチームまで優勝の可能性が最終節まで残る大混戦となった。しかし、その最終節では累積警告で出場停止。セレッソは2-2の引き分け、優勝争いをしていた他の全4チームは勝利したため、一気に5位に転落してシーズンを終えた。
2006年9月、J1第23節千葉戦でオーバーヘッドをした際に骨折し、戦線を離脱。その影響も有り守備陣は崩壊、リーグ最終戦には出場したが、チームのJ2降格を食い止められなかった。降格に伴う運営費圧縮から翌年の契約交渉が折り合わず、C大阪を退団。

### コンサドーレ札幌
守備の建て直しを図るコンサドーレ札幌から高いプロ意識 とリーダーシップを評価され、2007年より札幌に移籍。目標のフル出場 こそ達成できなかったものの、守備の核となり 札幌のJ2優勝・J1昇格に大きく貢献した。しかし、札幌は翌年のJ1での戦いに向けて、DFを日本人選手のみで揃える（主に攻撃陣に外国籍枠を割く）方針を採ったため、ブルーノは構想外となり 放出された。

### FC東京
2008年はCB陣の層が薄かったFC東京からオファーを受け完全移籍した。しかし開幕直前に肩を負傷。シーズン中にも負傷がたて続き、10月初旬には左足底部の筋損傷を完全に治療するためにブラジルに帰国するなど 出場機会は乏しかった。怪我が癒えた2009年はCBで今野泰幸とコンビを組み レギュラーに定着。丁寧なビルドアップを志向するチームにあって、足元の技術の高さを発揮し 配球役も担った。
同年のナビスコカップ決勝にもフル出場し、無失点勝利に貢献。C大阪、札幌では果たせなかったJ1でのタイトルを獲得した。敬虔なキリスト教徒であり、試合後にはチャンスを掴んだことに対し、神に祈りを伝えていた。交渉が折り合わず、12月に同年限りでの退団が発表された。

### CAリネンセ監督就任
2011年、ブラジルのCAリネンセに加入。2012年6月、現役を引退し、リネンセの監督に就任することが発表された。2014年2月に退任。

### Jリーグ復帰
2016年、古巣の北海道コンサドーレ札幌のコーチに就任。以後7年間務めた。この間5人の子供を授かった。退任時に「北海道でコーチとしてのサイクルは終了しますがコンサドーレの皆様、北海道の皆様に対する恩を絶対に忘れません!今まで本当にありがとうございました。 ブルーノ・クアドロスと家族より」とコメントした。
2022年、古巣のJ1リーグ・セレッソ大阪のコーチに就任。「16年振りに大阪に戻ることを、我々家族は嬉しく思っています。結果、そしてタイトル獲得のために共に力を合わせて頑張っていきましょう！」とコメントした。

## エピソード
- 29歳で初来日、最初は全く日本語を話せなかったが、日本語の習得に熱心に取り組んだ結果[14]、1年間で、Jリーグにおいてはピッチ上での指示は全て日本語でこなし、日常会話程度なら通訳なしで話せるまでに上達[9][14]。セレッソ大阪通訳の白沢敬典は「夫婦共に日本語を覚えるのが早く、手がかからなかった」と述懐している[35]。
- センターバックだが、足下の技術があり、ドリブルで大きく持ち上がる事もあった。FC東京時代はセンターバックとボランチの中間ポジションを与えられた事もあり、ゴール前まで近づき決定的なシュートを放つなど、セットプレー以外でも攻撃に参加した[36]。
- ニックネームの「青野さん」は、ブルーノの「ブルー」を「青」に置き換えたもの。
- CAリネンセ監督時、同姓のルシアーノ・クアドロス（英語版）が同クラブのコーチを務めていたが、ブルーノとルシアーノの間に血縁関係は無い[37][38]。
- セレッソ時代にサポーターがブルーノのチャント(応援歌)を歌っていたところ、それを聞いたブルーノが踊り出し、それを観たサポーターが真似した事で振り付けがついた。「ブールーノクアドロース、ラララー、ラララーラー」この応援歌は2007年より香川真司のチャントとして、振り付け込みで引き継がれている。2010年にはドイツのドルトムントサポーターまで引き継がれ海を渡った。[要出典]
- 歌が大好きで弾き語りができ、自作のCDを持っている。[要出典]

## 個人成績
| 国内大会個人成績 | 国内大会個人成績     | 国内大会個人成績 | 国内大会個人成績 | 国内大会個人成績                | 国内大会個人成績          | 国内大会個人成績 | 国内大会個人成績 | 国内大会個人成績 | 国内大会個人成績 | 国内大会個人成績 | 国内大会個人成績 |
| 年度             | クラブ               | 背番号           | リーグ           | リーグ戦                        | リーグ戦                  | リーグ杯         | リーグ杯         | オープン杯       | オープン杯       | 期間通算         | 期間通算         |
| 年度             | クラブ               | 背番号           | リーグ           | 出場                            | 得点                      | 出場             | 得点             | 出場             | 得点             | 出場             | 得点             |
| ブラジル         | ブラジル             | ブラジル         | ブラジル         | リーグ戦                        | リーグ戦                  | ブラジル杯       | ブラジル杯       | オープン杯       | オープン杯       | 期間通算         | 期間通算         |
| ---------------- | -------------------- | ---------------- | ---------------- | ------------------------------- | ------------------------- | ---------------- | ---------------- | ---------------- | ---------------- | ---------------- | ---------------- |
| 1997             | フラメンゴ           |                  | セリエA          | 20                              | 1                         |                  |                  |                  |                  |                  |                  |
| 1998             | フラメンゴ           |                  | セリエA          | 12                              | 1                         |                  |                  |                  |                  |                  |                  |
| 1998             | ボタフォゴ           |                  | セリエA          | 12                              | 1                         |                  |                  |                  |                  |                  |                  |
| 1999             | フラメンゴ           |                  | セリエA          |                                 |                           |                  |                  |                  |                  |                  |                  |
| トルコ           | トルコ               | トルコ           | トルコ           | リーグ戦                        | リーグ戦                  | トルコ杯         | トルコ杯         | オープン杯       | オープン杯       | 期間通算         | 期間通算         |
| 1999-00 (en)     | ガラタサライ         |                  | スュペル・リグ   |                                 | 0                         |                  |                  |                  |                  |                  |                  |
| 1999-00 (en)     | イスタンブールスポル |                  | スュペル・リグ   | 9                               | 0                         |                  |                  |                  |                  |                  |                  |
| ブラジル         | ブラジル             | ブラジル         | ブラジル         | リーグ戦                        | リーグ戦                  | ブラジル杯       | ブラジル杯       | オープン杯       | オープン杯       | 期間通算         | 期間通算         |
| 2000             | フラメンゴ           |                  | AZUL (セリエA)   | 1                               | 0                         |                  |                  |                  |                  |                  |                  |
| 2001             | フラメンゴ           |                  | セリエA          |                                 |                           |                  |                  |                  |                  |                  |                  |
| 2001             | スポルチ             |                  | セリエA          | 3                               | 0                         |                  |                  |                  |                  |                  |                  |
| 2002             | サンカエターノ       |                  | セリエA          |                                 |                           |                  |                  |                  |                  |                  |                  |
| 2002             | グアラニ             |                  | セリエA          | 18                              | 1                         |                  |                  |                  |                  |                  |                  |
| 2003             | グアラニ             |                  | セリエA          | 41                              | 1                         |                  |                  |                  |                  | 50               | 1                |
| 2004             | クルゼイロ           |                  | セリエA          | 14                              | 0                         |                  |                  |                  |                  | 22               |                  |
| 日本             | 日本                 | 日本             | 日本             | リーグ戦                        | リーグ戦                  | リーグ杯         | リーグ杯         | 天皇杯           | 天皇杯           | 期間通算         | 期間通算         |
| 2005             | C大阪                | 2                | J1               | 33                              | 0                         | 8                | 1                | 4                | 1                | 45               | 2                |
| 2006             | C大阪                | 2                | J1               | 23                              | 0                         | 7                | 0                | 1                | 0                | 31               | 0                |
| 2007             | 札幌                 | 15               | J2               | 43                              | 1                         | -                | -                | 0                | 0                | 43               | 1                |
| 2008             | FC東京               | 4                | J1               | 2                               | 0                         | 4                | 2                | 0                | 0                | 6                | 2                |
| 2009             | FC東京               | 4                | J1               | 23                              | 0                         | 8                | 0                | 3                | 1                | 34               | 1                |
| キプロス         | キプロス             | キプロス         | キプロス         | リーグ戦                        | リーグ戦                  | リーグ杯         | リーグ杯         | オープン杯       | オープン杯       | 期間通算         | 期間通算         |
| 2010-11 (en)     | アルキ・ラルナカ     | 2                | ファースト       | 16                              | 0                         | 4                |                  |                  |                  |                  |                  |
| ブラジル         | ブラジル             | ブラジル         | ブラジル         | リーグ戦                        | リーグ戦                  | ブラジル杯       | ブラジル杯       | オープン杯       | オープン杯       | 期間通算         | 期間通算         |
| 2011 (en)        | リネンセ             | 4                | サンパウロ州     | 14                              | 0                         |                  |                  |                  |                  |                  |                  |
| 2012 (en)        | リネンセ             | 4                | サンパウロ州     | 9                               | 0                         |                  |                  |                  |                  |                  |                  |
| 通算             | ブラジル             | ブラジル         | セリエA          | \|\|\|\|\|\|\|\|\|\|\|\|\|\|    |                           |                  |                  |                  |                  |                  |                  |
| 通算             | トルコ               | トルコ           | シュペルリガ     | 9                               | 0\|\|\|\|\|\|\|\|\|\|\|\| |                  |                  |                  |                  |                  |                  |
| 通算             | 日本                 | 日本             | J1               | 81                              | 0                         | 27               | 3                | 8                | 2                | 116              | 5                |
| 通算             | 日本                 | 日本             | J2               | 43                              | 1                         | -                | -                | 0                | 0                | 43               | 1                |
| 通算             | キプロス             | キプロス         | ファースト       | 16\|\|\|\|4\|\|\|\|\|\|\|\|\|\| |                           |                  |                  |                  |                  |                  |                  |
| 総通算           | 総通算               | 総通算           | 総通算           | \|\|\|\|\|\|\|\|\|\|\|\|\|\|    |                           |                  |                  |                  |                  |                  |                  |

| 国際大会個人成績     | 国際大会個人成績 | 国際大会個人成績 | 国際大会個人成績 | 国際大会個人成績 | 国際大会個人成績   | 国際大会個人成績   |
| 年度                 | クラブ           | 背番号           | 出場             | 得点             | 出場               | 得点               |
| UEFA                 | UEFA             | UEFA             | UEFA EL          | UEFA EL          | CL予選             | CL予選             |
| -------------------- | ---------------- | ---------------- | ---------------- | ---------------- | ------------------ | ------------------ |
| 1999-00 C / CL (en)  | ガラタサライ     | 2                |                  |                  | 2                  | 0                  |
| CONMEBOL             | CONMEBOL         | CONMEBOL         | スダメリカーナ杯 | スダメリカーナ杯 | リベルタドーレス杯 | リベルタドーレス杯 |
| 2002                 | サンカエターノ   |                  | -                | -                | 5                  | 0                  |
| 2004 S (en) / L (en) | クルゼイロ       |                  | 2                | 0                | 1                  | 0                  |
| 通算                 | UEFA             | UEFA             |                  |                  | 2                  | 0                  |
| 通算                 | CONMEBOL         | CONMEBOL         | 2                | 0                | 6                  | 0                  |
| 総通算               | 総通算           | 総通算           |                  |                  | 8                  | 0                  |

- 1999年9月15日：UEFAチャンピオンズリーグ初出場 - グループステージ 1次リーグ vs ヘルタ・ベルリン (Ali Sami Yen Stadium)
- 2005年3月6日：Jリーグ初出場 - J1第1節 vs ヴィッセル神戸 (神戸ウイング)[6]
- 2007年6月2日：Jリーグ初得点 - J2第19節 vs 京都サンガF.C. (札幌厚別)[6]
- 2010年8月29日：キプロス・ファーストディビジョン初出場 - 第1節 vs アノルトシス・ファマグスタ (GSZ Stadium)

## 指導歴
- 2012年  CAリネンセU-20 監督[30]
- 2012年 - 2014年2月  CAリネンセ 監督
- 2014年7月[39]- 8月[40] ドゥケ・デ・カシアスFC 監督
- 2015年[41] マリーリアAC 監督
- 2016年 - 2022年  北海道コンサドーレ札幌 コーチ
- 2023年 -   セレッソ大阪 コーチ

## 監督成績
| 年度      | クラブ     | 所属            | 順位 | 勝点 | 試合 | 勝 | 分 | 敗 | 備考                    |
| --------- | ---------- | --------------- | ---- | ---- | ---- | -- | -- | -- | ----------------------- |
| 2013 (en) | リネンセ   | サンパウロ州1部 | 9位  | 27   | 19   | 7  | 6  | 6  | インテリオール ベスト4  |
| 2014 (en) | リネンセ   | サンパウロ州1部 | 16位 | 10   | 10   | 3  | 1  | 6  | シーズン途中で退任      |
| 2014 (en) | カシアス   | セリエC         | 20位 | 5    | 6    | 1  | 2  | 3  | 第7節から第12節まで指揮 |
| 2015 (en) | マリーリア | サンパウロ州1部 | 20位 | 2    | 12   | 0  | 2  | 10 | 第4節から指揮           |
| 総通算    | 総通算     | 総通算          | -    | -    | 47   | 11 | 11 | 25 | -                       |

## タイトル

### 選手時代
CRフラメンゴ
- コパ・ドス・カンペオンイス・ムンジアイス（ポルトガル語版） ：1回（1997[1]）
- リオデジャネイロ州選手権：2回（1999、2001[1]）
- タッサ・グアナバラ：1回（1999）
- タッサ・リオ：1回（2000）

ボタフォゴFR
- トルネイロ・リオ＝サンパウロ（ポルトガル語版）：1回（1998）

クルゼイロEC
- ミナスジェライス選手権：1回（2004[1]）

ガラタサライSK
- スュペル・リグ：1回（1999-2000）
- UEFAカップ：1回（1999-00[1]）
- テュルキエ・クパス：1回（1999-2000）

コンサドーレ札幌
- Jリーグ ディビジョン2：1回（2007[1]）

FC東京
- Jリーグ ヤマザキナビスコカップ：1回（2009[1]）

個人
- Jリーグ優秀選手賞：1回（2005[42]）

## 代表歴
- U-20 ブラジル代表[4]
- U-21 ブラジル代表[4]